# Août en droit
| ← Août → |    |    |    |    |    |    |
| 1er      | 2  | 3  | 4  | 5  | 6  | 7  |
| 8        | 9  | 10 | 11 | 12 | 13 | 14 |
| 15       | 16 | 17 | 18 | 19 | 20 | 21 |
| 22       | 23 | 24 | 25 | 26 | 27 | 28 |
| 29       | 30 | 31 |    |    |    |    |

## 1eraoût
- 1866 : entrée en vigueur du Code civil du Bas-Canada.
- 1964 : promulgation de la première Constitution de la République démocratique du Congo, dite « Constitution de Luluabourg ».
- 2001 : en Allemagne, création du « partenariat de vie » pour les couples homosexuels.
- 2003 : abrogation de la loi belge du 16 juin 1993 qui donnait « compétence universelle » à la justice belge en matière de crimes internationaux et de crimes contre l'humanité, quelle que soit la nationalité de la victime ou du criminel.

## 2 août
- 1802, (16 thermidor an X) :  en France, Constitution de l'an X, toujours pendant le Consulat.

## 3 août
- 1912 : arrêt de la Cour de cassation française  assimilant la soustraction d’électricité à un vol.

## 4 août
- 1789 : vote par l'Assemblée nationale française d'un décret abolissant les privilèges dont bénéficiaient le clergé et la noblesse.
- 1982 : loi supprimant la pénalisation de l'homosexualité en France.
- 1994 : promulgation d'une loi relative à l'emploi de la langue française connue sous le nom de loi Toubon, destinée à assurer la primauté de la langue française en France.
- 1995 : loi constitutionnelle modifiant l'article 11 de la Constitution de la cinquième République française en ajoutant la possibilité de faire appel au référendum pour des réformes relatives à la politique économique ou sociale de la Nation et aux services publics qui y concourent.

## 5 août
- 1953 : décès de Gaston Jèze, professeur de droit public (né le 2 mars 1869).

## 10 août
- 1920 : conclusion du Traité de Sèvres peu après la Première Guerre mondiale entre les alliés et l'Empire ottoman.
- 1960 : au Canada, adoption de la Déclaration canadienne des droits.

## 13 août
- 1800 : Napoléon Bonaparte désigne une commission menée par Jean-Jacques Régis de Cambacérès, pour rédiger un projet de Code civil français.

## 15 août
- 1906 : naissance à Rennes de Suzanne Bastid, professeure de droit français (décédée le 2 mars 1995).

## 23 août
- 1833 : abolition de l'esclavage dans l’empire britannique.
- 1939 : signature du Pacte germano-soviétique entre le Troisième Reich et l'Union soviétique.

## 29 août
- 1833, Royaume-Uni de Grande-Bretagne et d'Irlande : adoption du Factory Act qui limite à 48 heures hebdomadaires le travail des enfants.